# Antsohimbondrona
Antsohimbondrona er en by i den nordlige del af Madagaskar, med et indbyggertal (pr. 2001) på cirka 32.000. Byen er hovedstad i en provins af samme navn. 
25°02′S 26°59′Ø / 25.033°S 26.983°Ø